# Episodi di Elementary (sesta stagione)
La sesta stagione della serie televisiva Elementary, composta da 21 episodi, è stata trasmessa sul canale statunitense CBS dal 30 aprile al 17 settembre 2018.
In Italia la stagione è stata trasmessa su Rai 2 dal 27 luglio 2018 al 16 giugno 2019.
| nº | Titolo originale                        | Titolo italiano              | Prima TV USA      | Prima TV Italia |
| -- | --------------------------------------- | ---------------------------- | ----------------- | --------------- |
| 1  | An Infinite Capacity for Taking Pains   | La diagnosi                  | 30 aprile 2018    | 27 luglio 2018  |
| 2  | Once You've Ruled Out God               | Fulmine a ciel sereno        | 7 maggio 2018     | 27 luglio 2018  |
| 3  | Pushing Buttons                         | Rievocazione storica         | 14 maggio 2018    | 27 luglio 2018  |
| 4  | Our Time Is Up                          | Il nostro tempo è scaduto    | 21 maggio 2018    | 3 agosto 2018   |
| 5  | Bits and Pieces                         | A dura prova                 | 28 maggio 2018    | 3 agosto 2018   |
| 6  | Give Me the Finger                      | Dammi il dito                | 4 giugno 2018     | 3 agosto 2018   |
| 7  | Sober Companions                        | Compagni di sobrietà         | 11 giugno 2018    | 10 agosto 2018  |
| 8  | Sand Trap                               | Trappole di sabbia           | 18 giugno 2018    | 10 agosto 2018  |
| 9  | Nobody Lives Forever                    | Uomini e cavie               | 25 giugno 2018    | 10 agosto 2018  |
| 10 | The Adventure of the Ersatz Sobekneferu | Il falsario                  | 2 luglio 2018     | 31 agosto 2018  |
| 11 | You've Come a Long Way, Baby            | Hai fatto tanta strada       | 16 luglio 2018    | 31 agosto 2018  |
| 12 | Meet Your Maker                         | Un'occasione unica           | 23 luglio 2018    | 31 agosto 2018  |
| 13 | Breathe                                 | Respira                      | 30 luglio 2018    | 6 ottobre 2018  |
| 14 | Through the Fog                         | Nella nebbia                 | 6 agosto 2018     | 13 ottobre 2018 |
| 15 | How to Get a Head                       | Come perdere la testa        | 12 agosto 2018    | 20 ottobre 2018 |
| 16 | Uncanny Valley of the Dolls             | Il lato oscuro delle bambole | 13 agosto 2018    | 27 ottobre 2018 |
| 17 | The Worms Crawl in, the Worms Crawl Out | Cacciatore di vermi          | 20 agosto 2018    | 3 novembre 2018 |
| 18 | The Visions of Norman P. Horowitz       | La profezia                  | 27 agosto 2018    | 9 giugno 2019   |
| 19 | The Geek Interpreter                    | Esperimenti                  | 3 settembre 2018  | 9 giugno 2019   |
| 20 | Fit to be Tied                          | Il laccio della morte        | 10 settembre 2018 | 16 giugno 2019  |
| 21 | Whatever Remains, However Improbable    | Resti quel che resti         | 17 settembre 2018 | 16 giugno 2019  |

## La diagnosi
- Titolo originale: An Infinite Capacity for Taking Pains
- Diretto da: Christine Moore
- Scritto da: Bob Goodman

## Fulmine a ciel sereno
- Titolo originale: Once You've Ruled Out God
- Diretto da: Guy Ferland
- Scritto da: Robert Hewitt Wolfe

## Rievocazione storica
- Titolo originale: Pushing Buttons
- Diretto da: Christine Moore
- Scritto da: Jeffrey Paul King

## Il nostro tempo è scaduto
- Titolo originale: Our Time Is Up
- Diretto da: Guy Ferland
- Scritto da: Liz Friedman

## A dura prova
- Titolo originale: Bits and Pieces
- Diretto da: John Polson
- Scritto da: Tamara Jaron

## Dammi il dito
- Titolo originale: Give Me the Finger
- Diretto da: Jonny Lee Miller
- Scritto da: Jordan Rosenberg

## Compagni di sobrietà
- Titolo originale: Sober Companions
- Diretto da: Seith Mann
- Scritto da: Jason Tracey

## Trappole di sabbia
- Titolo originale: Sand Trap
- Diretto da: Jennifer Lynch
- Scritto da: Kelly Wheeler

## Uomini cavie
- Titolo originale: Nobody Lives Forever
- Diretto da: Guy Ferland
- Scritto da: Jeffrey Paul King

## Il falsario
- Titolo originale: The Adventure of the Ersatz Sobekneferu
- Diretto da: Lucy Liu
- Scritto da: Robert Hewitt Wolfe

## Hai fatto tanta strada
- Titolo originale: You've Come a Long Way, Baby
- Diretto da: Guy Ferland
- Scritto da: Bob Goodman

## Un'occasione unica
- Titolo originale: Meet Your Maker
- Diretto da: Ron Fortunato
- Scritto da: Robert Hewitt Wolfe

## Respira
- Titolo originale: Breathe
- Diretto da: Christine Moore
- Scritto da: Bob Goodman

## Nella nebbia
- Titolo originale: Through the Fog
- Diretto da: Guy Ferland
- Scritto da: Jeffrey Paul King

## Come perdere la testa
- Titolo originale: How to Get a Head
- Diretto da: Christine Moore
- Scritto da: Sherman Li

## Il lato oscuro delle bambole
- Titolo originale: Uncanny Valley of the Dolls
- Diretto da: Jonny Lee Miller
- Scritto da: Tamara Jaron e Kelly Wheeler

### Trama
Un uomo viene ucciso in casa sua, non ci sono segni di effrazione e non manca nulla dall'appartamento, l'unica testimone è Skyler: una sexdoll robotizzata.

## Cacciatori di vermi
- Titolo originale: The Worms Crawl in, the Worms Crawl Out
- Diretto da: Jon Michael Hill
- Scritto da: Jordan Rosenberg

## La profezia
- Titolo originale: The Visions of Norman P. Horowitz
- Diretto da: Lucy Liu
- Scritto da: Brandon Tanori e Jason Tracey (soggetto); Jason Tracey (sceneggiatura)

## Esperimenti
- Titolo originale: The Geek Interpreter
- Diretto da: Christine Moore
- Scritto da: Tamara Jaron e Kelly Wheeler

## Il laccio della morte
- Titolo originale: Fit to be Tied
- Diretto da: Ron Fortunato
- Scritto da: Jason Tracey

## Resti quel che resti
- Titolo originale: Whatever Remains, However Improbable
- Diretto da: Christine Moore
- Scritto da: Robert Doherty